# Zaireichthys lacustris
Zaireichthys lacustris és una espècie de peix pertanyent a la família dels amfílids i al gènere Zaireichthys, tot i que, en el passat, fou classificat erròniament dins del gènere Leptoglanis.

## Etimologia
Zaireichthys prové del riu Zaire (el nom com era conegut abans el riu Congo) i del mot grec ichtys (peix), mentre que lacustris fa referència a què és la primera espècie del seu gènere que es coneix que viu en un ambient lacustre.

## Descripció
El mascle fa 2,2 cm de llargària màxima i la femella 2. Línia lateral curta i arribant a la base de les aletes pelvianes. Pell granulosa. Cap deprimit. Musell força arrodonit, projectant-se a penes més enllà del llavi superior i curt (inferior a un terç de la longitud de cap, la qual cosa el distingeix de totes les altres espècies del seu gènere). Ulls relativament grans. Boca petita i de mida inferior a la meitat de l'amplada del cap. Barbetes sensorials relativament curtes (les maxil·lars arribant a prop de la base de les aletes pectorals). Aleta dorsal amb 4-5 radis. Aleta adiposa moderadament llarga i amb l'extrem posterior gairebé vertical. Aleta caudal truncada o lleugerament emarginada i amb 4-6 radis ramificats al lòbul superior i 5-7 a l'inferior. Aleta anal amb 9-11 (normalment, 10) radis tous (els 3-5 primers simples). Aletes pectorals arrodonides a la zona posterior i amb 6 radis ramificats. Aletes pelvianes curtes i acabant, normalment, al nivell de l'origen de l'aleta adiposa. Dents caniniformes disposades en 5-6 fileres (l'exterior amb més o menys 6 i la interior amb aproximadament 14 a cada banda). Mandíbula inferior amb 3-4 fileres de 14-16 dents a cada banda, essent les exteriors les més grosses. Bufeta natatòria dividida en dues vesícules. Budells curts i simples. Ronyons grossos i expandits a la zona anterior. Les femelles madures mostren a cada ovari entre 8 i 10 ovòcits de fins a 0,9 mm de diàmetre. És gairebé transparent en vida, amb 3 taques fosques horitzontals i el cap clapejat. Els espècimens conservats són clars, amb vetes de color marró clar al clatell i les espatlles, una sèrie de, si fa no fa, 10 taques marrons tènues al dors, 10 taques als flancs (les posteriors més allargades que les restants) i taques més fosques a la base de l'aleta caudal i per damunt de les bases de les aletes pelvianes i anal.

## Reproducció
Ambdós sexes assoleixen la maduresa sexual en arribar a una longitud estàndard de 17 mm aproximadament. Hom creu que els mascles adults ocupen conquilles i les femelles les hi comparteixen durant algun temps abans de dipositar-hi els ous. Un cop realitzada la posta, les femelles abandonen les conquilles i els mascles s'hi queden, suposadament, per protegir les cries. L'escassa grandària de la cavitat bucal i la boca estreta (d'una amplada de menys de 2,5 diàmetres de l'ou) suggereix que és força improbable que sigui un incubador bucal.

## Alimentació
Hom creu que es nodreix d'ostracodes, cladòcers, copèpodes i larves de quironòmids i de tricòpters petites.

## Hàbitat i distribució geogràfica
És un peix d'aigua dolça, bentopelàgic (entre 10 i 30 m de fondària) i de clima tropical, el qual viu a Àfrica: és un endemisme del llac Malawi a Malawi. És conegut per ocupar, juntament amb Pseudotropheus lanisticola, les conquilles buides de Lanistes nyassanus, la qual cosa suggereix que hi podria haver una relació simbiòtica entre totes dues espècies de peixos.

## Observacions
És inofensiu per als humans, el seu índex de vulnerabilitat és baix (10 de 100) i forma part del comerç de peixos ornamentals.